# Čelo ledovce

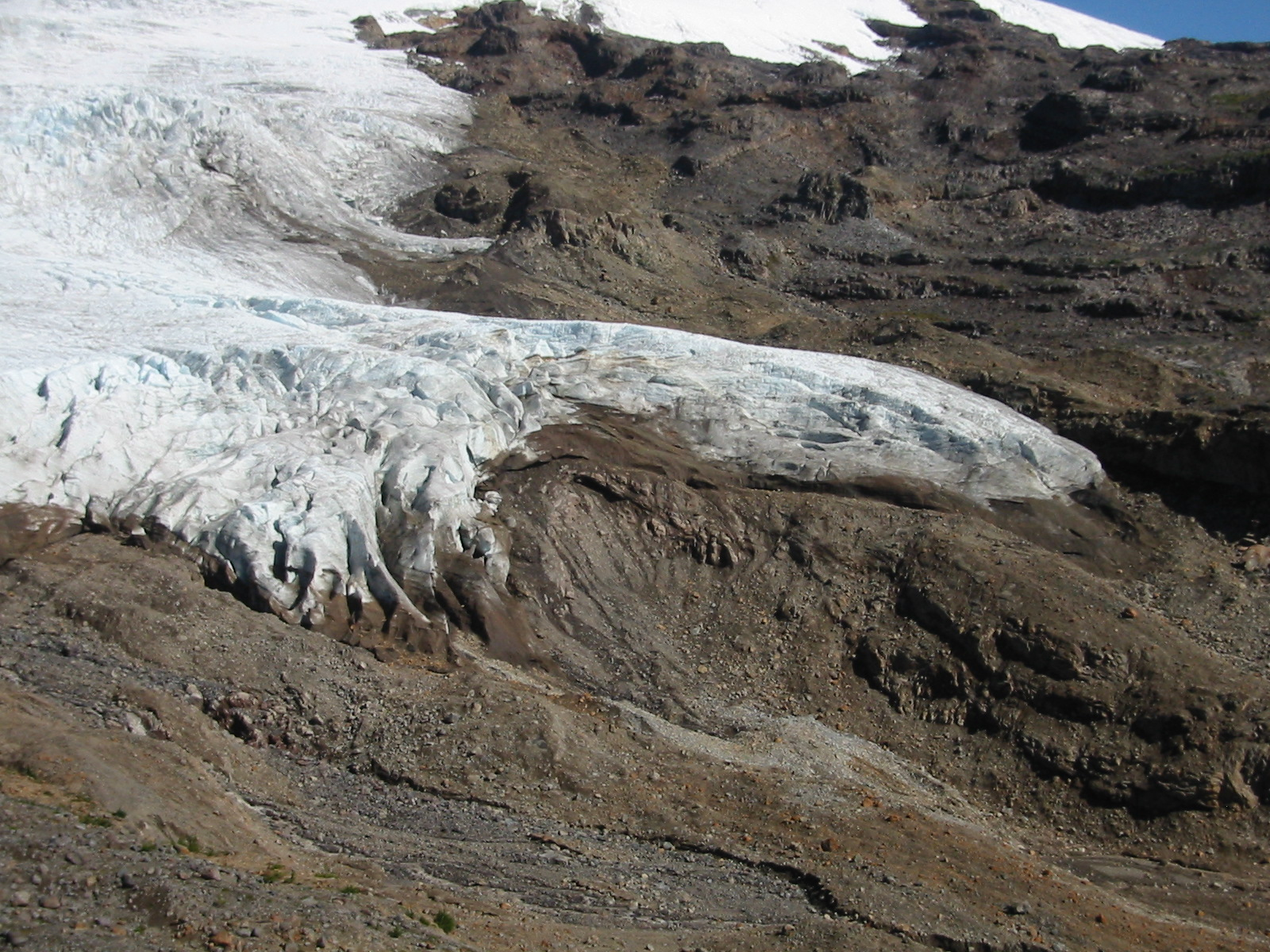
Čelo Eastonova ledovce

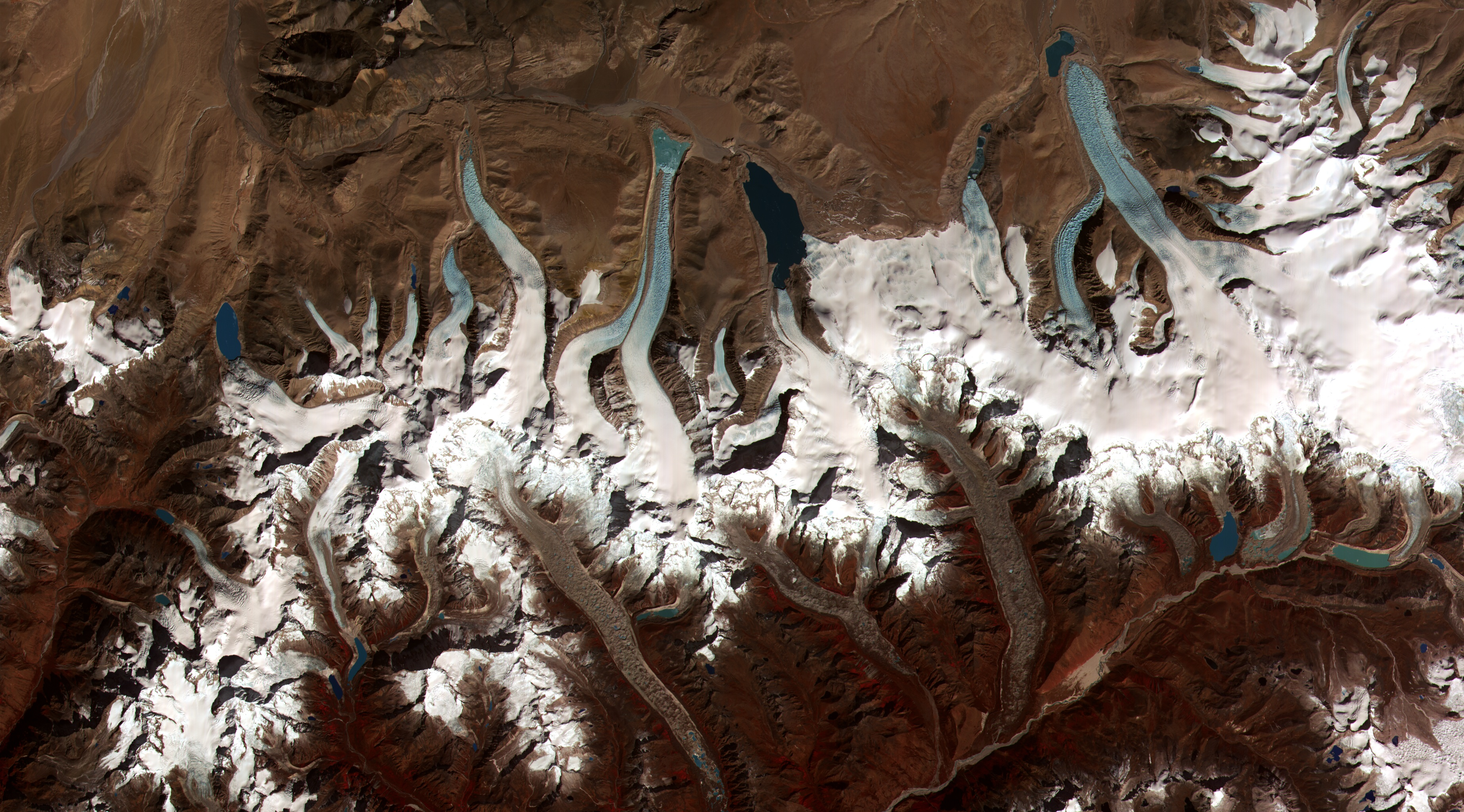
Satelitní pohled na měnící se konce ledovce v bhútánském Himálaji. Na fotografii lze vidět ledovcová jezera vytvořená ustupujícími čely ledovců na povrchu ledovců pokrytých bahnotokem během posledních několika desetiletí

Čelo ledovce je konec ledovce v daném okamžiku. Ačkoli se ledovce pozorovateli mohou zdát nehybné, ve skutečnosti jsou v trvalém pohybu a čelo ledovce vždy postupuje nebo ustupuje. Umístění čela je často přímo spojeno s hmotnostní bilancí ledovce, která je daná množstvím sněžení, ke kterému dochází v akumulační zóně ledovce, ve srovnání s množstvím, které je roztálo v ablační zóně. Na polohu čela ledovce má vliv také lokální nebo regionální změna teploty v průběhu času.

## Sledování
Monitorování změny polohy čela ledovce je metoda sledování pohybu ledovce. Konec čela ledovce se pravidelně měří z pevného místa v sousedním podloží. Rozdíl v umístění čela ledovce měřeného z této pevné polohy v různých časových intervalech poskytuje záznam o změně ledovce. Podobným způsobem sledování změny ledovce je porovnávání fotografií polohy ledovce v různých časech.
Tvar čela ledovce ovlivňuje mnoho faktorů. Pokud ledovec ustupuje, je obvykle mírně svažitý, protože tající ledovec má tendenci převzít tento tvar. Existuje však řada faktorů, které mění tento typický tvar, včetně přítomnosti tepelných polí a různých napětí, která způsobují praskání a tání, což má za následek telení a další různé formy.

## Galerie

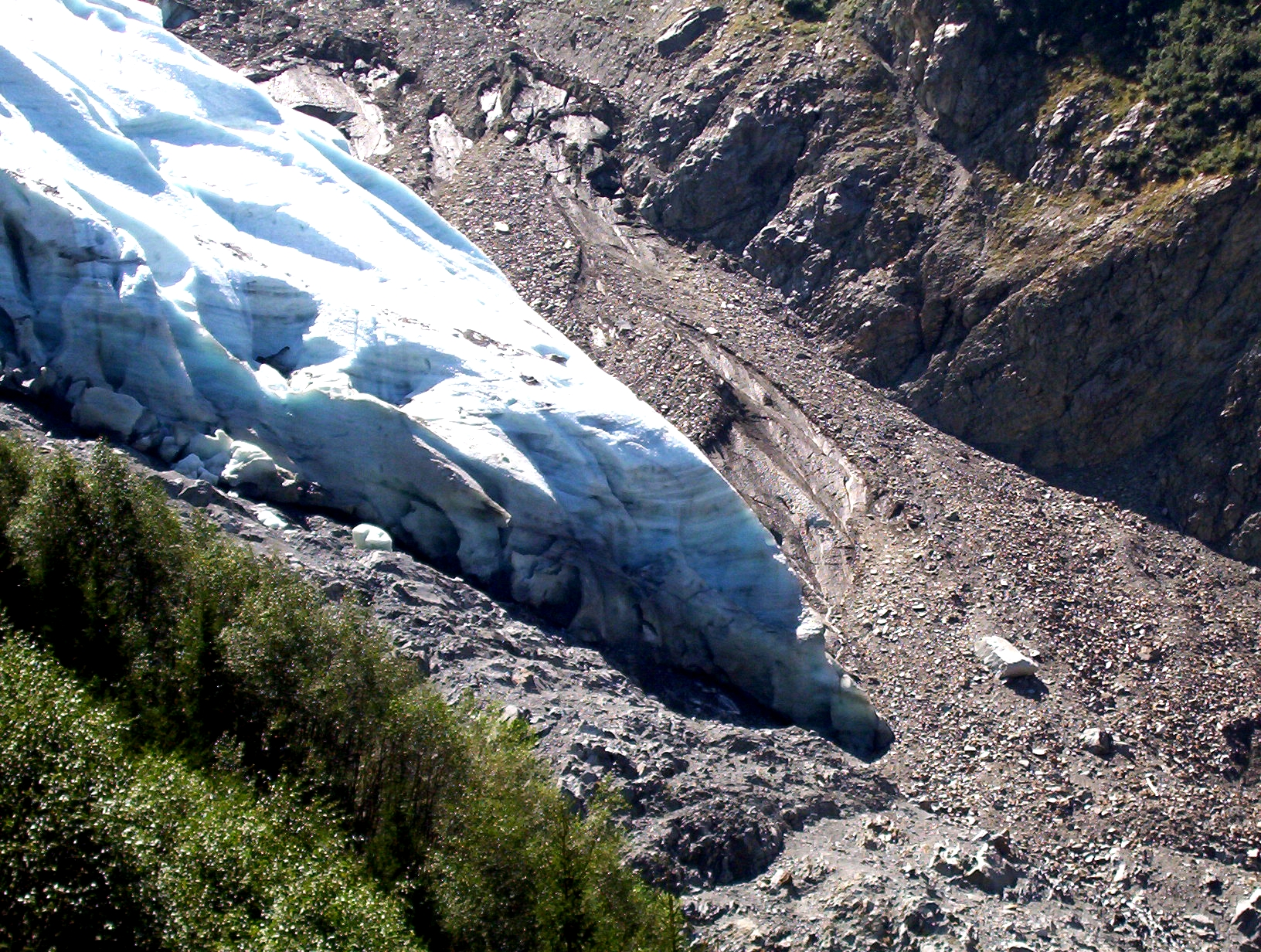
Čelo ledovce s relativně ostrými obrysy – Bossonský ledovec poblíž Chamonix-Mont-Blanc
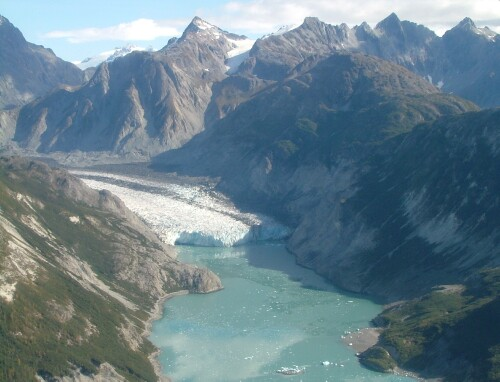
Čelo ledovce v Glacier Bay na Aljašce
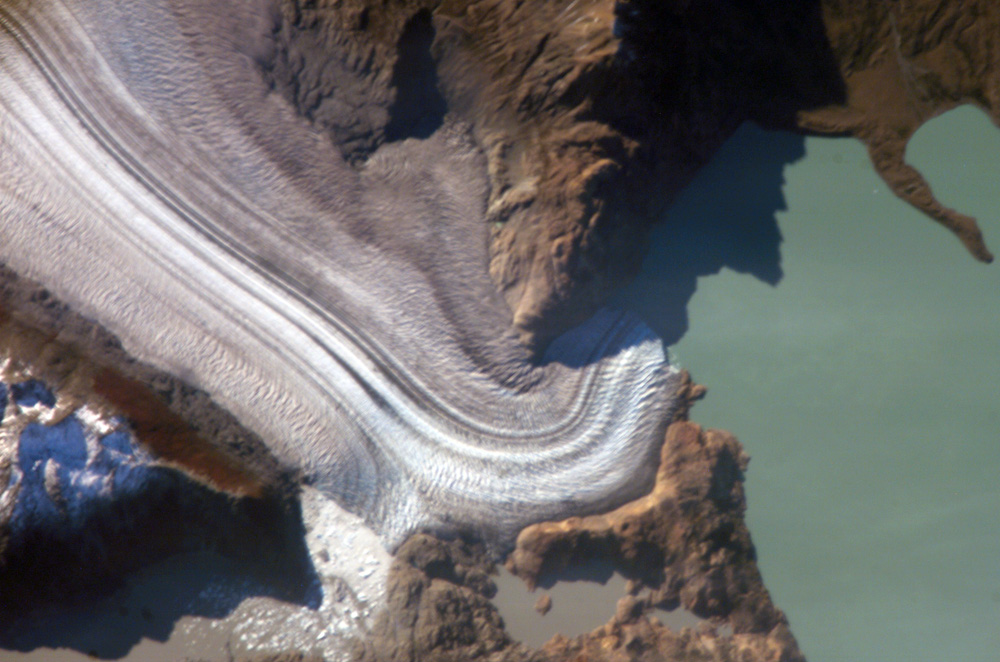
Satelitní snímek čela ledovce Viedma v Chile
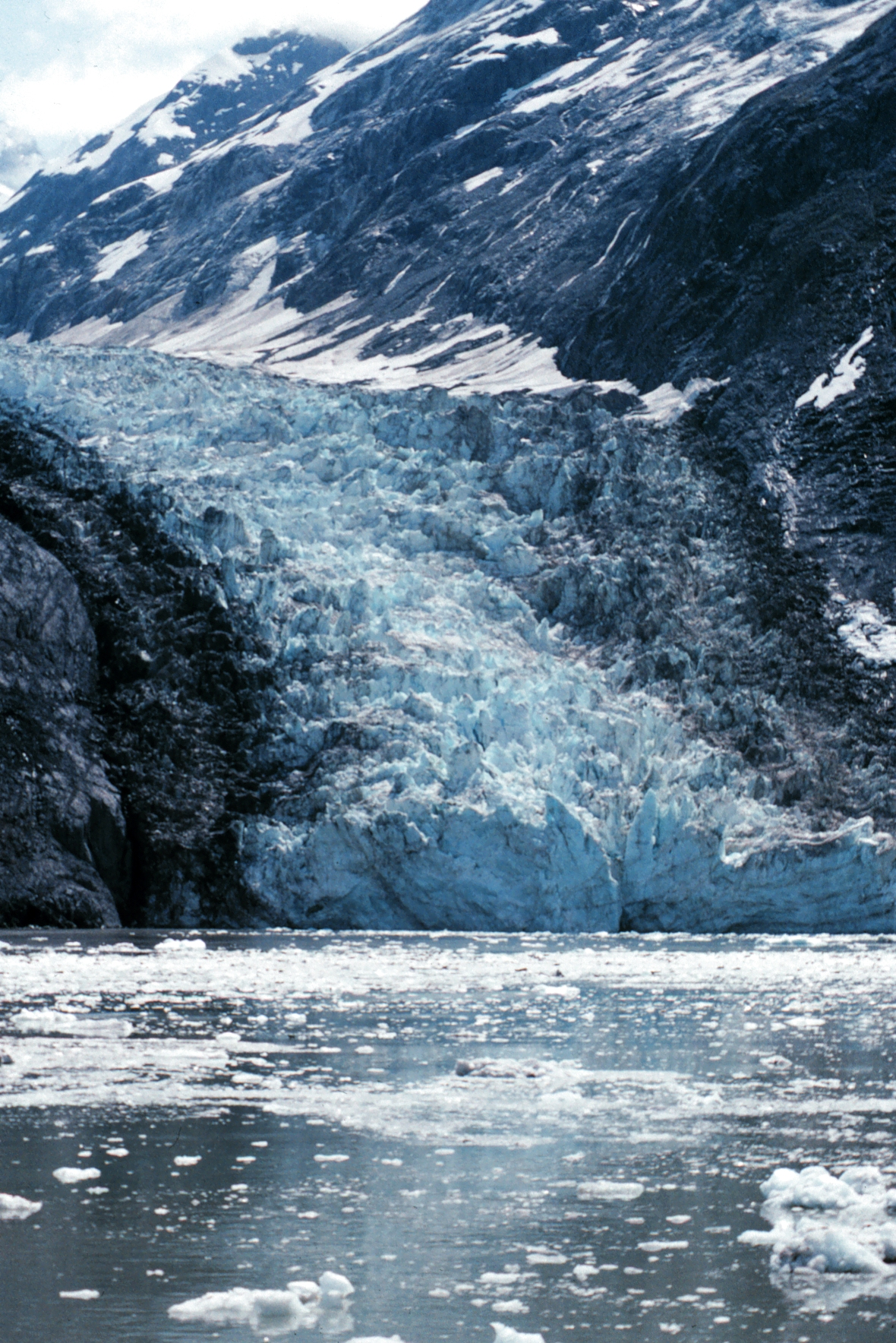
Ledovec Johns Hopkins na Aljašce
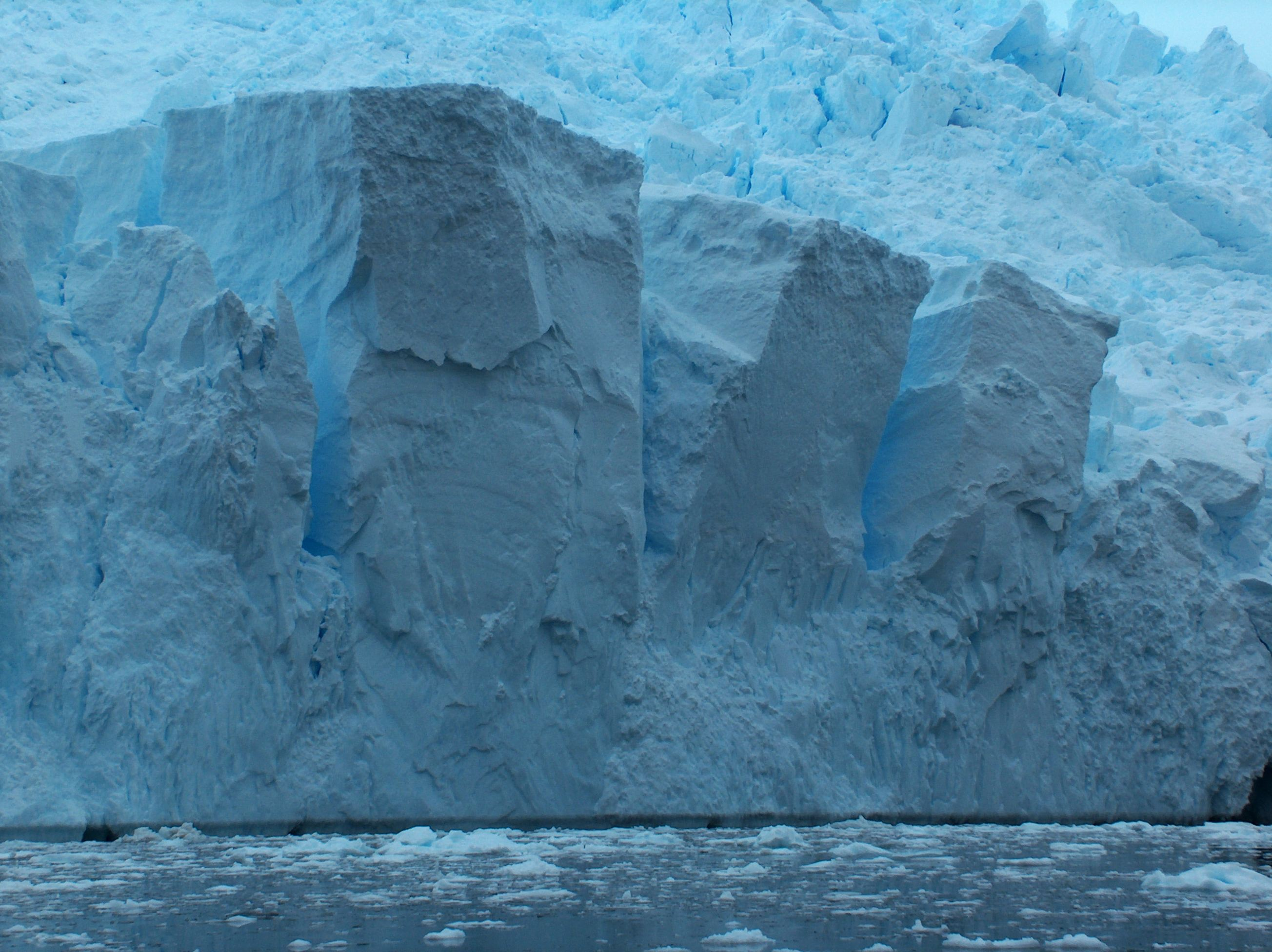
Čelo ledovce na Antarktickém poloostrově